# Cruel World
«Cruel World» — песня американской певицы и композитора Ланы Дель Рей из её третьего студийного альбома «Ultraviolence». Песня была выпущена 13 июня 2014 года вместе с релизом альбома. Авторами сингла являются Элизабет Грант и Блэйк Стрентан, а продюсером выступил Дэн Ауэрбах. Эта песня —  меланхолия о любви, которая рассказывает о девушке, которая бросила своего парня-неудачника и наркомана. Несмотря на длительность сингла, критики дали хорошие отзывы песне, отметив хороший вокал Ланы и текст.

## История создания
Сингл «Cruel World» был написан ещё в 2012 году, но по сколько материал не подходил для пластинки «Born to Die», Лана Дель Рей забросила сингл. В 2013 год, во время записи альбома Ultraviolence Лана вспомнила про сингл и записала его уже в новом 2014 году. Сингл написан Элизабет Грант и Блэйком Стрентаном, а продюсером выступил Дэн Ауэрбах. Сингл записан в жанре психоделического рока как меланхолия о любви. Песня рассказывает о несчастной девушке в сером мире, которая бросила своего парня-неудачника и наркомана. Сингл длятся шесть минут и 39 секунд. Несмотря на длинное звучание сингла, критики похвалили авторов и саму Лану Дель Рей за высокий и красивый, сильный вокал и за красивый текст. Релиз сингла состоялся 16 июня 2014 года вместе с релизом пластинки «Ultraviolence», сингл стал заглавным в трек-листе альбома. Впервые, трек был исполнен в живом исполнении на  ACL Music Festival 11 октября 2014 года. Так же сингл вошёл в трек-лист песен для концертного тура Ланы по Северной Америке - «The Endless Summer Tour», и ещё пара песен с пластинки Ultraviolence.

## Участники записи
Данные взяты из буклета альбома Ultraviolence
Основные
- Лана Дель Рей – вокал, бэк-вокал, композитор, автор слов
- Блэйк Стрентан - композитор, автор слов
- Дэн Ауэрбах - продюсер, музыкальные инструменты